# Рокка-Пия
Рокка-Пия (итал. Rocca Pia) — коммуна в Италии, расположена в регионе Абруццо, подчиняется административному центру Л’Акуила.
Население составляет 189 человек (на 2005 г.), плотность населения составляет 4,2 чел./км². Занимает площадь 45 км². Почтовый индекс — 67030. Телефонный код — 0864.
Покровителем коммуны почитается святой Иосиф Обручник. Праздник ежегодно празднуется 19 марта.